# Martin Gumpert
Martin Gumpert, född 13 november 1897 i Berlin, död 18 april 1955 i New York, var en tysk-amerikansk läkare och författare.
Martin Gumpert studerade medicin i Heidelberg, blev medicine doktor 1923, var 1923–1927 anställd vid Virchowsjukhuset i Berlin, chef för den kommunala hud- och könssjukdomskliniken Berlin-Weddung 1927–1933 och emigrerade 1936 till USA, där han verkade som läkare och skribent. Han utgav bland annat Verkettung (1917), Heimkehr des Herzens (1921), Hahnemann (1934), en biografi över Samuel Hahnemann, Trailblazers of Science (1936), Dunant, story of the Red Cross (1938, svensk översättning 1939), Hell in paradise (1939), en självbiografi, Heil Hunger! Health under Hitler (1940), You are younger than you think (1944, svensk översättning 1946), Minor ailments (1947) och romanen Birthday (1947).